# Wielka środa (film)
Wielka środa (ang. Big Wednesday) – amerykańska tragikomedia z 1978 roku. Jest to opowieść o trójce przyjaciół, którzy uprawiają surfing. Film jest też portretem przemian obyczajowych lat 1962–1974.
Serwis Rotten Tomatoes przyznał mu wynik 67%.

## Obsada
- Jan-Michael Vincent – Matt Johnson
- William Katt – Jack Barlow
- Gary Busey – Leroy „Masochista” Smith
- Patti D’Arbanville – Sally
- Lee Purcell – Peggy Gordon
- Sam Melville – Bear
- Celia Kaye – narzeczona Beara
- Darrell Fetty – Waxer
- Gerry Lopez – on sam
- Hang Worden – dostawca
- Robert Englund – narrator